# Société internationale forestière et minière du Congo
La Société internationale forestière et minière du Congo, ou Forminière, était une compagnie d'exploitation forestière et minière du Congo belge, créée par Jean Jadot en 1906, dont l'exploitation de diamant dans la province du Kasaï commence en 1913. La Forminière exploita des mines d'or, d'argent, et des cultures de coton, de palme, de cacao et caoutchouc, ainsi que des fermes, des scieries et des magasins.
L'État colonial était copropriétaire à 50 % du capital de la société, le reste étant majoritairement détenu par des Américains.
En 1959 sa production de diamants s'élevait à 425 234 carats.
Elle a été dissoute en 1961.
André Gide, dans Voyage au Congo, présente et critique sévèrement les méthodes employées par cette compagnie, en particulier son exploitation des populations indigènes, mises sous contraintes par la force et la violence, et sous-payées voire escroquées.